# Rette die Million!
Rette die Million! (auch Rette die Million) war die deutsche Version der britischen Quizsendung The Million Pound Drop. Die Sendung wurde von Jörg Pilawa moderiert und erstmals am 13. Oktober 2010 auf dem Fernsehsender ZDF ausgestrahlt.
Am 22. August 2013 lief die letzte Folge. Im Februar 2014 wurde bekannt, dass das ZDF die Sendung nach dem Wechsel von Jörg Pilawa zur ARD nicht fortsetzen wolle. Die Produktionsfirma Endemol suche aber nach einem neuen Fernsehsender für die deutsche Version.
Im November 2014 wurde bekannt, dass der Privatsender Sat.1 die Sendung neu auflegen werde. In der von Wayne Carpendale moderierten Neuauflage Keep Your Money konnten die Kandidaten bis zu 250.000 € gewinnen. Die Sendung wurde aufgrund der schlechten Einschaltquote bereits nach der ersten Folge eingestellt.

## Produktion
Die Sendung wurde von Endemol Shine Germany in Zusammenarbeit mit der von Moderator Jörg Pilawa gegründeten Herr P. GmbH in den MMC Studios in Köln-Ossendorf produziert.
Die in der Sendung gestellten Fragen wurden – wie auch bei Wer wird Millionär? – von der mind the company GmbH erstellt.

## Konzept

### Spielverlauf und Spielregeln
In der Sendung erhalten die Kandidaten, die in der Regel zu zweit antreten, ein Startkapital in Höhe von einer Million Euro in 40 Geldbündeln zu je 25.000 Euro in 50-Euro-Banknoten. Im Laufe von acht Spielrunden müssen sie versuchen, möglichst viel davon durch die richtige Beantwortung der Fragen zu behalten. Demzufolge geht es – anders als bei anderen Quizsendungen – nicht darum, eine immer größer werdende Gewinnsumme aufzubauen, sondern darum, so wenig wie möglich vom Startkapital zu verlieren.
Vor jeder Spielrunde können die Kandidaten zwischen zwei Themengebieten, aus dem anschließend eine Frage gestellt wird, wählen. Aufgrund der häufig irreführenden Beschreibung der Kategorie, ist das konkrete Thema der Frage teils nicht vorhersehbar. In jeder Spielrunde werden den Kandidaten zuerst die Antwortmöglichkeiten gezeigt, danach die Frage. Nachfolgend müssen die Kandidaten das noch vorhandene Spielgeld innerhalb von 60 Sekunden auf die Antwortmöglichkeiten verteilen, wobei sie beliebig viele Geldbündel auf jede Antwort setzen können. Dabei muss mindestens eines der Antwortfelder frei bleiben. Die Kandidaten behalten für die nächste Runde nur das Geld, das sie auf die korrekte Antwort gesetzt haben. Setzen die Kandidaten auf die richtige Antwort kein Geld, wird das Spiel beendet und die Kandidaten gehen leer aus.
Die Anzahl der Antwortmöglichkeiten wird im Laufe des Spiels reduziert. In den ersten vier Spielrunden müssen die Kandidaten zwischen vier Antwortmöglichkeiten wählen. In den drei folgenden Spielrunden gibt es drei Antwortmöglichkeiten. In der letzten Spielrunde müssen die Kandidaten ihr verbliebenes Spielgeld auf eine von zwei Antwortmöglichkeiten setzen.
In der Folge vom 9. März 2011 wurde ein Joker eingeführt. Der Joker ermöglicht es den Kandidaten, einmal im Spielverlauf die gewählte Kategorie gegen die vorher abgewählte zu tauschen und damit die andere Frage zu erhalten. Diese Entscheidung, die Frage zu tauschen, muss getroffen werden, bevor die Zeit zum Verteilen des Geldes gestartet wird.

### Optische Gestaltung
Die Kandidaten und der Moderator befinden sich auf einer runden Bühne, die durch ein Geländer vom Publikum getrennt ist. Die Antwortmöglichkeiten werden auf Bildschirmen hinter den Antwortfeldern eingeblendet. Wird die richtige Antwort einer Frage aufgelöst, öffnen sich die Antwortfelder der falschen Antwortmöglichkeiten und das darauf befindliche Geld fällt in ein Becken unter der Bühne. Das verlorene Geld bleibt durch den Glasboden weiterhin sichtbar.

## Folgen
Bisher wurden von Rette die Million vier Staffeln produziert. Die erste Staffel ging von Oktober 2010 bis Juli 2011 und beinhaltete 16 Ausgaben, die zweite Staffel folgte von August 2011 bis April 2012 mit insgesamt 11 Ausgaben. Die Sendungen liefen alle zwei bis drei Wochen am Mittwoch um 20:15. Im Februar 2013 lief die dritte Staffel mit 5 Ausgaben an, wobei die Ausstrahlung diesmal wöchentlich am Donnerstag um 20:15 erfolgte. Ab Juni 2013 begann die vierte Staffel, die erneut donnerstags am 20:15 läuft. Während der Staffeln werden in unregelmäßigen Abständen Prominenten-Specials gesendet, welche teilweise am Samstag ausgestrahlt werden.

### Staffel 1
Nach dem Wechsel Jörg Pilawas zum ZDF wurden im Jahr 2010 zunächst 3 Ausgaben produziert. Nach erfolgreichem Auftakt der Sendung wurden im Jahr 2011 13 weitere Ausgaben bis zur Sommerpause ausgestrahlt.
| Ausgabe    | Datum             | Zuschauer | Zuschauer       | Marktanteil | Marktanteil     |
| Ausgabe    | Datum             | Gesamt    | 14 bis 49 Jahre | Gesamt      | 14 bis 49 Jahre |
| ---------- | ----------------- | --------- | --------------- | ----------- | --------------- |
| Ausgabe 1  | 13. Oktober 2010  | 6,06 Mio. | 1,26 Mio.       | 19,8 %      | 10,0 %          |
| Ausgabe 2  | 10. November 2010 | 5,13 Mio. | 1,22 Mio.       | 16,3 %      | 9,4 %           |
| Ausgabe 3  | 29. Dezember 2010 | 4,55 Mio. | 0,96 Mio.       | 13,8 %      | 7,5 %           |
| Ausgabe 4  | 19. Januar 2011   | 4,92 Mio. | 0,91 Mio.       | 14,5 %      | 6,5 %           |
| Ausgabe 5  | 2. Februar 2011   | 4,79 Mio. | 0,89 Mio.       | 14,3 %      | 6,3 %           |
| Ausgabe 6  | 16. Februar 2011  | 5,10 Mio. | 0,82 Mio.       | 14,9 %      | 5,8 %           |
| Ausgabe 7  | 9. März 2011      | 4,00 Mio. | 0,86 Mio.       | 11,9 %      | 6,5 %           |
| Ausgabe 8  | 23. März 2011     | 3,35 Mio. | 0,65 Mio.       | 10,9 %      | 5,0 %           |
| Ausgabe 9  | 6. April 2011     | 4,11 Mio. |                 | 13,3 %      | 5,9 %           |
| Ausgabe 10 | 20. April 2011    | 3,45 Mio. |                 | 11,9 %      | 5,6 %           |
| Ausgabe 11 | 4. Mai 2011       | 3,47 Mio. |                 | 11,0 %      | 5,3 %           |
| Ausgabe 12 | 25. Mai 2011      | 4,07 Mio. |                 | 14,4 %      | 6,6 %           |
| Ausgabe 13 | 1. Juni 2011      | 3,92 Mio. |                 | 14,4 %      | 6,9 %           |
| Ausgabe 14 | 22. Juni 2011     | 4,54 Mio. |                 | 15,6 %      | 7,7 %           |
| Ausgabe 15 | 29. Juni 2011     | 4,91 Mio. | 0,93 Mio.       | 16,9 %      | 8,2 %           |
| Ausgabe 16 | 6. Juli 2011      | 4,13 Mio. | 0,65 Mio.       | 14,8 %      | 5,8 %           |

### Staffel 2
In der Saison 2011/2012 präsentierte Pilawa 11 weitere Shows.
| Ausgabe    | Datum              | Zuschauer | Zuschauer       | Marktanteil | Marktanteil     |
| Ausgabe    | Datum              | Gesamt    | 14 bis 49 Jahre | Gesamt      | 14 bis 49 Jahre |
| ---------- | ------------------ | --------- | --------------- | ----------- | --------------- |
| Ausgabe 17 | 31. August 2011    | 4,31 Mio. | 0,71 Mio.       | 15,3 %      | 6,3 %           |
| Ausgabe 18 | 7. September 2011  | 4,62 Mio. | 1,09 Mio.       | 15,8 %      | 9,7 %           |
| Ausgabe 19 | 28. September 2011 | 4,14 Mio. |                 | 13,4 %      | 6,8 %           |
| Ausgabe 20 | 5. Oktober 2011    | 4,45 Mio. |                 | 14,3 %      | 6,3 %           |
| Ausgabe 21 | 23. November 2011  | 4,12 Mio. |                 | 12,7 %      | 6,5 %           |
| Ausgabe 22 | 7. Dezember 2011   | 4,45 Mio. |                 | 13,8 %      | 6,2 %           |
| Ausgabe 23 | 4. Januar 2012     | 4,77 Mio. |                 | 14,5 %      | 8,1 %           |
| Ausgabe 24 | 22. Februar 2012   | 4,00 Mio. | 0,65 Mio.       | 11,8 %      | 4,8 %           |
| Ausgabe 25 | 7. März 2012       | 3,52 Mio. |                 | 10,6 %      | 4,7 %           |
| Ausgabe 26 | 28. März 2012      | 2,78 Mio. |                 | 8,7 %       | 4,3 %           |
| Ausgabe 27 | 4. April 2012      | 4,16 Mio. |                 | 13,2 %      | 6,5 %           |

### Staffel 3
Im Dezember 2012 wurden erstmals wieder neue Sendungen aufgezeichnet. Seit dem 14. Februar 2013 wurde eine neue Staffel beginnend mit einem Prominenten-Special sowie 5 regulären Folgen ausgestrahlt.
| Ausgabe    | Datum            | Zuschauer | Zuschauer       | Marktanteil | Marktanteil     |
| Ausgabe    | Datum            | Gesamt    | 14 bis 49 Jahre | Gesamt      | 14 bis 49 Jahre |
| ---------- | ---------------- | --------- | --------------- | ----------- | --------------- |
| Ausgabe 28 | 21. Februar 2013 | 3,95 Mio. |                 | 12,0 %      | 6,0 %           |
| Ausgabe 29 | 28. Februar 2013 | 4,67 Mio. | 0,69 Mio.       | 14,6 %      | 5,7 %           |
| Ausgabe 30 | 7. März 2013     | 4,13 Mio. | 0,9 Mio.        | 12,6 %      | 7,1 %           |
| Ausgabe 31 | 14. März 2013    | 4,34 Mio. |                 | 13,4 %      | 6,6 %           |
| Ausgabe 32 | 21. März 2013    | 4,31 Mio. | 0,59 Mio.       | 13,6 %      | 5,0 %           |

### Staffel 4
Die vierte Staffel mit 9 neuen Folgen wird seit dem 13. Juni 2013 im ZDF ausgestrahlt.
| Ausgabe    | Datum           | Zuschauer | Zuschauer       | Marktanteil | Marktanteil     |
| Ausgabe    | Datum           | Gesamt    | 14 bis 49 Jahre | Gesamt      | 14 bis 49 Jahre |
| ---------- | --------------- | --------- | --------------- | ----------- | --------------- |
| Ausgabe 33 | 13. Juni 2013   | 3,31 Mio. | 0,65 Mio.       | 11,9 %      | 6,3 %           |
| Ausgabe 34 | 20. Juni 2013   | 3,13 Mio. | 0,51 Mio.       | 11,4 %      | 5,0 %           |
| Ausgabe 35 | 27. Juni 2013   | 4,50 Mio. | 0,74 Mio.       | 15,4 %      | 6,9 %           |
| Ausgabe 36 | 4. Juli 2013    | 3,65 Mio. | 0,75 Mio.       | 13,4 %      | 7,7 %           |
| Ausgabe 37 | 18. Juli 2013   | 3,14 Mio. | 0,51 Mio.       | 12,9 %      | 5,9 %           |
| Ausgabe 38 | 1. August 2013  | 2,76 Mio. | 0,46 Mio.       | 11,1 %      | 5,2 %           |
| Ausgabe 39 | 8. August 2013  | 3,74 Mio. | 0,45 Mio.       | 13,8 %      | 4,8 %           |
| Ausgabe 40 | 15. August 2013 | 3,30 Mio. | 0,55 Mio.       | 12,4 %      | 5,8 %           |
| Ausgabe 41 | 22. August 2013 | 3,70 Mio. | 0,74 Mio.       | 13,8 %      | 7,7 %           |

### Specials
| Special               | Datum              | Zuschauer | Zuschauer       | Marktanteil | Marktanteil     | Teilnehmer |
| Special               | Datum              | Gesamt    | 14 bis 49 Jahre | Gesamt      | 14 bis 49 Jahre | Teilnehmer |
| --------------------- | ------------------ | --------- | --------------- | ----------- | --------------- | --- |
| Prominenten-Special 1 | 19. Februar 2011   | 5,25 Mio. | 0,84 Mio.       | 16,4 %      | 6,8 %           | Heiner und Viktoria Lauterbach, Jens und Conny Lehmann, Sonja Zietlow und Dirk Bach, Maren Kroymann und Ulrike Kriener                   |
| Prominenten-Special 2 | 8. Juni 2011       | 5,74 Mio. |                 | 19,6 %      | 8,9 %           | Karl Dall und Elizabeth Voos, Hannelore und Udo Kraft, Horst und Nada Lichter                                                            |
| Prominenten-Special 3 | 10. September 2011 | 4,75 Mio. | 1,03 Mio.       | 18,4 %      | 11,0 %          | Til Schweiger und Florian David Fitz, Barbara Becker und Ursula Karven, Katarina Witt und Frank Elstner, Wigald Boning und Olli Dittrich |
| Familienspecial       | 14. September 2011 | 4,06 Mio. |                 | 13,4 %      | 5,8 %           | Dreiköpfige Familien |
| Prominenten-Special 4 | 14. Februar 2013   | 4,80 Mio. | 0,79 Mio.       | 14,9 %      | 6,5 %           | Stefanie Hertel und Patrick Lindner, Steffen Hallaschka und Ingo Zamperoni, Richy Müller und Armin Rohde                                 |
| Prominenten-Special 5 | 9. Mai 2013        | 4,26 Mio. | 0,86 Mio.       | 14,5 %      | 8,0 %           | Felix Neureuther und Christian Neureuther, Max von Thun und Friedrich von Thun, Luna Schweiger und Til Schweiger                         |
| Prominenten-Special 6 | 20. Juli 2013      | 2,97 Mio. | 0,53 Mio.       | 14,6 %      | 7,8 %           | Jutta Speidel und Hans Sigl, Sonja Zietlow und Elton, Bernhard Hoëcker und Wigald Boning, Ulla Kock am Brink und Alice Schwarzer         |

### Quoten
Die Einschaltquoten sind seit der Premierensendung etwas gesunken. Seit 2011 halten sich die Quoten bis auf wenige Ausnahmen konstant über dem Senderschnitt. Die Sendung hat auch beim jungen Publikum akzeptable Reichweiten.

## Internationale Versionen
Sendungen desselben oder eines nur leicht abgewandelten Formats (beispielsweise in den USA nur sieben Fragen) werden auch in anderen Ländern produziert oder geplant. Hier alle Versionen in der Reihenfolge der Erstausstrahlung.
| Land                   | Titel                                        | Moderator                    | Sender                 | Preisgeld           | Preisgeld in Euro | Erstausstrahlung             |
| ---------------------- | -------------------------------------------- | ---------------------------- | ---------------------- | ------------------- | ----------------- | ---------------------------- |
| Vereinigtes Königreich | The Million Pound Drop Live                  | Davina McCall                | Channel 4              | 01.000.000 Pfund    | 1.170.000         | 24. Mai 2010                 |
| Russland               | Шоу 10 миллионов, Show 10 millionow          | Maxim Galkin                 | Rossija 1              | 10.000.000 Rubel    | 0.85.000          | 4. Sep. 2010                 |
| Deutschland            | Rette die Million!                           | Jörg Pilawa                  | ZDF                    | 01.000.000 Euro     | 1.000.000         | 13. Okt. 2010                |
| Israel                 | אל תפיל את המיליון                           | Erez Tal                     | Channel 2              | 01.000.000 Schekel  | 0.261.000         | 13. Okt. 2010                |
| Griechenland           | Money Drop                                   | Grigoris Arnaoutoglou        | Mega TV                | 00.300.000 Euro     | 0.300.000         | 16. Okt. 2010                |
| Türkei                 | Canlı Para                                   | Engin Altan Düzyatan         | Show TV                | 01.000.000 Lira     | 0.22.000          | 25. Okt. 2010                |
| Ungarn                 | A 40 milliós játszma                         | Rákóczi Ferenc               | TV2                    | 40.000.000 Forint   | 0.99.000          | 29. Nov. 2010                |
| Vereinigte Staaten     | Million Dollar Money Drop                    | Kevin Pollak                 | FOX                    | 01.000.000 Dollar   | 0.864.000         | 20. Dez. 2010                |
| Albanien               | 100 Milionë                                  | Adi Krasta                   | Top Channel            | 10.000.000 Lek      | 0.086.800         | 11. Jan. 2011                |
| Ukraine                | Шоу на два мільйони, Show na dwa miljony     | Andrew Damanski              | 1+1                    | 02.000.000 Hrywen   | 0.51.000          | 12. Jan. 2011                |
| Kasachstan             | Сорок миллионов тенге, Sorok millionow tenge | Abdel' Muchtarow             | TW7                    | 40.000.000 Tenge    | 0.76.000          | 22. Jan. 2011                |
| Spanien                | Atrapa un millón                             | Carlos Sobera                | Antena 3               | 01.000.000 Euro     | 1.000.000         | 4. Feb. 2011                 |
| Polen                  | Postaw na milion                             | Łukasz Nowicki               | TVP2                   | 01.000.000 Złoty    | 0.234.000         | 5. März 2011                 |
| Australien             | Million Dollar Money Drop                    | Eddie McGuire                | Nine Network           | 01.000.000 Dollar   | 0.565.000         | 21. März 2011                |
| Niederlande            | Show Me The Money                            | Beau van Erven Dorens        | SBS6                   | 01.000.000 Euro     | 1.000.000         | 11. Apr. 2011                |
| Argentinien            | Salven el Millón                             | Susana Giménez               | Telefe                 | 01.000.000 Pesos    |                   | 9. Juni 2011                 |
| Schweiz                | Die Millionen-Falle                          | René Rindlisbacher           | SRF                    | 01.000.000 Franken  | 0.1.063.000       | 4. Juli 2011                 |
| Kolumbien              | Millones por montones                        | María José Barraza           | Caracol Televisión     | 1.000.000.000 Pesos |                   | 25. Juli 2011                |
| Frankreich             | Money Drop                                   | Laurence Boccolini           | TF1                    | 0250.000 Euro       | 0250.000          | 1. Aug. 2011                 |
| Singapur               | Million Dollar Money Drop                    | George Young                 | MediaCorp TV Channel 5 | 1.000.000 Dollar    | 0592.592          | 9. Aug. 2011                 |
| Litauen                | 100 000 eurų grynais                         | Marijonas Mikutavičius       | TV3                    | 0100.000 Euro       | 0100.000          | 2. Sep. 2011                 |
| Estland                | Rahaauk                                      | Alari Kivisaar               | TV3                    | 0100.000 Euro       | 0100.000          | 12. Sep. 2011                |
| Serbien                | Multimilioner                                | Dragan Nikolić               | RTV Pink               | 10.000.000 Dinar    | 0100.000          | 13. Sep. 2011                |
| Brasilien              | Um Milhão na Mesa                            | Silvio Santos                | SBT                    | 01.000.000 Reais    | 0.158.000         | 21. Sep. 2011                |
| Lettland               | Paņem 100 000... ja vari                     | Edgars Ludāns                | TV3                    | 0100.000 Euro       | 0100.000          | 1. Okt. 2011                 |
| Schweden               | Pengarna på bordet                           | Peter Jihde                  | TV4                    | 2.000.000 Kronen    | 0220.000          | 3. Okt. 2011                 |
| Indien                 | Koti Takar Baji                              | Jeet                         | Star Jalsha            | 1.000.000 Rupien    |                   | 15. Okt. 2011                |
| Italien                | The Money Drop                               | Gerry Scotti                 | Canale 5               | 1.000.000 Euro      | 1.000.000         | 12. Dez. 2011                |
| Malaysia               | RM 1,000,000 Money Drop                      | AC Mizal                     | Astro Ria              | 1.000.000 Ringgit   |                   | 3. Dez. 2012                 |
| Ägypten                | Inta wal milyon                              | TBA                          | Mehwar TV              | 1.000.000 Pfund     |                   | 2. Feb. 2012                 |
| Chile                  | Atrapa los Millones                          | Don Francisco                | Canal 13               | 500.000.000 Pesos   |                   | 25. März 2012                |
| Vietnam                | Đừng để tiền rơi                             | Phạm Trung Nghĩa Thành Trung | VTV3                   | 200.000.000 Đồng    | 07.000            | 16. Jan. 2014 6. Januar 2016 |
| Deutschland            | Keep Your Money                              | Wayne Carpendale             | Sat.1                  | 0250.000 Euro       | 0250.000          | 21. Okt. 2015                |

## Kritik
Die erste Sendung geriet in die Schlagzeilen, da das Publikum sieben Stunden lang ohne Toilette und Getränke festgehalten wurde. Pilawa und das ZDF entschuldigten sich für den Vorfall.
Stern.de kritisiert, dass das Konzept nicht stimme, da das gesamte Quiz eine einzige Aneinanderreihung von Niederlagen sei. Süddeutsche.de bemängelt, dass es sich um eine brave Sendung mit einem braven Moderator und braven Kandidaten handle.

## Trivia
Bei einer Frage nach der Seenotleitung Bremen mit der Nummer 124 124 riefen so viele neugierige Fernsehzuschauer an, dass der Notruf zeitweise überlastet war. Aus Sicherheitsgründen verzichtet das ZDF nach Presseberichten auf weitere ähnliche Fragen.